# Podniesienie spiżowego węża
Podniesienie spiżowego węża – obraz włoskiego malarza Jacopa Tintoretta.
Tintoretto kilka lat wcześniej uzyskał zlecenie ozdobienia wnętrz Sali dell’Albergo w Scuola Grande di San Rocco. W 1575 roku bractwo ogłosiło kolejny konkurs tym razem na ozdobienie Sali Zgromadzeń na pierwszym piętrze ich siedziby. Malarz i tym razem wykazał się zmysłem handlowca i złożył bractwu propozycje nie do odrzucenia. W zamian za wynagrodzenie za serię obrazów wypłacane jednorazowo, zaproponował dożywotnią rentę w wysokości 100 dukatów. Propozycji nie odrzucono i Tintoretto otrzymał zlecenie, które realizował w latach 1575–1581. W sali wykonał malowidła plafonowe ze scenami ze Starego Testamentu, a obrazy naścienne przedstawiały wątki zaczerpnięte z Nowego Testamentu. Podniesienie spiżowego węża stanowi część trzech obrazów sufitowych będących alegoriami misji charytatywnych, które stanowiły podstawowe zobowiązania scuoli: nakarmienie głodnych, napojenie spragnionych i opieka nad chorymi. Dwoma pozostałymi obrazami są Zbieranie manny i Mojżesz sprawia, że woda tryska ze skały. Sceny z życia Chrystusa przedstawione na ścianach są związane z tymi trzema zobowiązaniami.
Motyw spiżowego węża pochodzi ze Starego Testamentu. Historia opowiada o Mojżeszu, który na polecenie Jahwe zrobił węża z miedzi i ten symbol zawierzenia osadził na drzewcu. Kto spojrzał na znak, a był śmiertelnie ukąszony przez węża, pozostał żywy. Alegorię spiżowego węża w osobie Jezusa wprowadzono do Ewangelii Jana.